# Доржнямбуугийн Отгондалай
Доржнямбуугийн Отгондалай (род. 28 января 1988, Дорнод) — монгольский боксёр, представитель легчайшей и лёгкой весовых категорий. Выступает за сборную Монголии по боксу начиная с 2010 года, бронзовый призёр летних Олимпийских игр в Рио-де-Жанейро, бронзовый призёр чемпионата мира, победитель Азиатских игр, чемпион Азии, серебряный призёр Универсиады в Казани.

## Биография
Доржнямбуугийн Отгондалай родился 28 января 1988 года в аймаке Дорнод. Проходил подготовку в Улан-Баторе в столичном боксёрском клубе «Золотые перчатки».
Впервые заявил о себе в 2010 году, выиграв бронзовую медаль на домашнем чемпионате мира среди студентов в Улан-Баторе.
Первого серьёзного успеха на взрослом международном уровне добился в сезоне 2011 года, когда вошёл в основной состав монгольской национальной сборной и побывал на чемпионате Азии в Инчхоне, откуда привёз награду серебряного достоинства, выигранную в зачёте легчайшей весовой категории — в решающем финальном поединке потерпел поражение от таджика Анвара Юнусова.
Будучи студентом, в 2013 году представлял Монголию на Универсиаде Казани, где дошёл до полуфинала лёгкого веса и получил бронзу, проиграв представителю Узбекистана Фазлиддину Гаибназарову.
В 2014 году, продолжив выступать в лёгком весе, одержал победу на Азиатских играх в Инчхоне.
Успешно отбоксировал на азиатском первенстве 2015 года в Бангкоке, одолел всех своих оппонентов и завоевал тем самым золотую медаль.
Благодаря череде удачных выступлений удостоился права защищать честь страны на летних Олимпийских играх в Рио-де-Жанейро — в категории до 60 кг благополучно прошёл первых двоих соперников по турнирной сетке, но на стадии полуфиналов со счётом 0:3 проиграл французу Софьяну Умиа и получил таким образом бронзовую олимпийскую медаль. Стал одним из двух монгольских призёров на этих Играх наравне с дзюдоисткой Доржсурэнгийн Сумъяа и на церемонии закрытия нёс знамя Монголии.
После Олимпиады Отгондалай остался в составе боксёрской команды Монголии и продолжил принимать участие в крупнейших международных соревнованиях. Так, в 2017 году он выиграл бронзовые медали на чемпионате Азии в Ташкенте и на чемпионате мира в Гамбурге, где в полуфинале снова уступил французу Умиа.